# Präferenzrelation
In der Mikroökonomik bezeichnet man als Präferenzrelation allgemein eine Rangfolge, in der zwei Güterbündel („Alternativen“) danach angeordnet sind, wie sie ein Marktteilnehmer oder eine Gruppe von Marktteilnehmern einander vorzieht. Formal handelt es sich bei einer Präferenzrelation um eine binäre Relation. 

## Allgemeines
Beispielsweise ist {\displaystyle R} eine Präferenzrelation (die so genannte Präferenz-Indifferenz-Relation, auch: schwache Präferenzrelation), die anzeigt, dass ihre erste Komponente als strikt besser als oder gleich gut wie die zweite empfunden wird. Präferiert eine Person {\displaystyle i} beispielsweise eine Alternative {\displaystyle \mathbf {x} _{a}} (schwach) gegenüber {\displaystyle \mathbf {x} _{b}}, dann ist das Tupel {\displaystyle (\mathbf {x} _{a},\mathbf {x} _{b})} in der Menge {\displaystyle R_{i}} enthalten (der Index {\displaystyle i} soll andeuten, dass es sich um die Präferenzen von Person {\displaystyle i} handelt).
Andere Präferenzrelationen sind die strikte Präferenzrelation {\displaystyle P} („strikt besser als“) sowie die Indifferenzrelation {\displaystyle I} („gleich gut wie“); auf eine gesonderte Definition der umgekehrten Konstellationen („schlechter als oder gleich gut wie“ bzw. „strikt schlechter als“) wird üblicherweise verzichtet, da man die zugrunde liegenden Präferenzstrukturen durch Vertauschung der Komponenten auch in der hier definierten Weise formulieren kann.
Man bezeichnet eine Präferenzrelation als Präferenzordnung, wenn sie gewisse Minimalanforderungen erfüllt (siehe Abschnitt #Präferenzordnung). Ist dies der Fall, wird auch von der Rationalität der Präferenz-Indifferenz-Relation gesprochen. Die Präferenzordnung ist ein wichtiges Rationalitätskonzept innerhalb der Wirtschaftswissenschaften. Ein anderes Axiomsystem für einen rationalen Entscheider stammt von John von Neumann und Oskar Morgenstern.

## Geschichte
Die erste axiomatische Fundierung der Präferenzrelation wurde 1926 von Ragnar Frisch vorgelegt. Nach der Pionierarbeit durch Frisch in den 1920ern lag das Hauptaugenmerk darauf, wie man eine Präferenzstruktur auf eine reellwertige Funktion abbilden könne. Dies wurde durch das Konzept der Nutzenfunktion erreicht, eine mathematische Modellierung von Präferenzen. Gérard Debreu leistete 1954 einen wichtigen Beitrag zum Zusammenhang von Präferenzrelation und Nutzenfunktion: sein Repräsentationstheorem (auch Satz von Debreu genannt).

## Definition
Man geht im {\displaystyle n}-Güter-Fall von einer Menge 
{\displaystyle X\subseteq [0,1)^{n}\subset \mathbb {R} ^{n}}
aus, in der sämtliche existierende Güterbündel („Alternativen“) {\displaystyle \mathbf {x} =(x_{1},\ldots ,x_{n})} enthalten sind. Ein Güterbündel {\displaystyle \mathbf {x} =(x_{1},\ldots ,x_{n})\in \mathbb {R} ^{n}} enthält das Gut {\displaystyle i} mit der Menge {\displaystyle x_{i}\geq 0} für {\displaystyle i=1,\ldots ,n}.  
Die Elemente von {\displaystyle X} sind Güterbündel und damit {\displaystyle n}-Tupel {\displaystyle \mathbf {x} =(x_{1},\dotsc ,x_{n})}, sodass beispielsweise {\displaystyle x_{3}} die Menge von Gut 3 im Güterbündel {\displaystyle \mathbf {x} } anzeigt. Für Tupel gilt, anders als für Mengen, dass die Reihenfolge der Objekte eine Rolle spielt.
Präferenzrelationen sind binäre Relationen auf {\displaystyle X}, das heißt, sie sind Untermengen von {\displaystyle X\times X=\{(\mathbf {x} _{1},\mathbf {x} _{1}),(\mathbf {x} _{1},\mathbf {x} _{2}),\dotsc ,(\mathbf {x} _{2},\mathbf {x} _{1}),(\mathbf {x} _{2},\mathbf {x} _{2}),\dotsc \}}. Betrachtet sei im Folgenden zunächst nur die so genannte Präferenz-Indifferenz-Relation {\displaystyle R} ({\displaystyle R\subseteq X\times X} wie beschrieben). Im so definierten {\displaystyle R} sind alle geordneten Paare {\displaystyle (\mathbf {x} _{a},\mathbf {x} _{b})} enthalten, für die gilt, dass {\displaystyle \mathbf {x} _{a}} schwach gegenüber {\displaystyle \mathbf {x} _{b}} bevorzugt wird. Man verwendet fortan die Schreibweise {\displaystyle \mathbf {x} _{a}R\mathbf {x} _{b}} für {\displaystyle (\mathbf {x} _{a},\mathbf {x} _{b})\in R}. Man kann {\displaystyle R} ohne Umwege auch direkt als „ist besser als oder gleich gut wie“ lesen.
Durch {\displaystyle R} werden zwei weitere Relationen – abermals Untermengen von {\displaystyle X\times X} – induziert. Zum einen die Indifferenzrelation {\displaystyle I}, zum anderen die Präferenz-Relation {\displaystyle P}. Ihre Bedeutung ergibt sich aus der von {\displaystyle R}: Für zwei Alternativen {\displaystyle \mathbf {x} _{a}} und {\displaystyle \mathbf {x} _{b}} ist genau dann {\displaystyle (\mathbf {x} _{a},\mathbf {x} _{b})\in I} bzw. {\displaystyle \mathbf {x} _{a}I\mathbf {x} _{b}}, wenn {\displaystyle \mathbf {x} _{a}R\mathbf {x} _{b}} und zugleich {\displaystyle \mathbf {x} _{b}R\mathbf {x} _{a}}. {\displaystyle I} kann man dann als „ist gleich gut wie“ lesen. Analoges gilt für {\displaystyle P}: Für zwei Alternativen {\displaystyle \mathbf {x} _{a}} und {\displaystyle \mathbf {x} _{b}} ist genau dann {\displaystyle (\mathbf {x} _{a},\mathbf {x} _{b})\in P} bzw. {\displaystyle \mathbf {x} _{a}P\mathbf {x} _{b}}, wenn {\displaystyle \mathbf {x} _{a}R\mathbf {x} _{b}}, aber nicht zugleich {\displaystyle \mathbf {x} _{b}R\mathbf {x} _{a}}. {\displaystyle P} liest man als „ist besser als“.
Anstelle der Buchstaben {\displaystyle R}, {\displaystyle P} und {\displaystyle I} für die Relationen sind auch Symbole gebräuchlich. Es ist dann {\displaystyle \mathbf {x} _{a}R\mathbf {x} _{b}\Leftrightarrow \mathbf {x} _{a}\succsim \mathbf {x} _{b}} sowie {\displaystyle \mathbf {x} _{a}P\mathbf {x} _{b}\Leftrightarrow \mathbf {x} _{a}\succ \mathbf {x} _{b}} und {\displaystyle \mathbf {x} _{a}I\mathbf {x} _{b}\Leftrightarrow \mathbf {x} _{a}\sim \mathbf {x} _{b}}.
Will man ausdrücken, dass man sich auf die Präferenzstruktur einer konkreten Person {\displaystyle i} bezieht, kann man die Relation entsprechend indexieren; so steht dann zum Beispiel {\displaystyle x_{a}P_{i}x_{b}} dafür, dass Person {\displaystyle i} die Alternative {\displaystyle x_{a}} strikt gegenüber {\displaystyle x_{b}} vorzieht.

## Eigenschaften

Zirkelschluss (Verletzung der Transitivitätsannahme), der durch sich schneidende „Indifferenzkurven“ hervorgerufen wurde

Je nach ihrer individuellen Beschaffenheit kann man die Präferenz-Indifferenz-Relation {\displaystyle R} beispielsweise auf folgende Eigenschaften hin untersuchen:
- Vollständigkeit:  {\displaystyle \forall \mathbf {x} _{a},\mathbf {x} _{b}\in X:\mathbf {x} _{a}R\mathbf {x} _{b}} oder {\displaystyle \mathbf {x} _{b}R\mathbf {x} _{a}} (oder beides)

Dies stellt sicher, dass für jede Alternative auch tatsächlich ein Ranking existiert; die Vollständigkeitseigenschaft bedeutet allerdings nicht, dass auch tatsächlich eine strikte Präferenz vorliegen muss – vielmehr können zwei Alternativen ohne Widerspruch zu dieser Bedingung auch als gleichwertig empfunden werden.
- Transitivität: {\displaystyle \forall \mathbf {x} _{a},\mathbf {x} _{b},\mathbf {x} _{c}\in X:\mathbf {x} _{a}R\mathbf {x} _{b}\wedge \mathbf {x} _{b}R\mathbf {x} _{c}\Rightarrow \mathbf {x} _{a}R\mathbf {x} _{c}}Zirkelschluss (Verletzung der Transitivitätsannahme), der durch sich schneidende „Indifferenzkurven“ hervorgerufen wurde

Durch die Eigenschaft wird verhindert, dass es zu sogenannten zirkulären Präferenzen kommt. Dass die Präferenzstruktur ohne ihre Gültigkeit zirkulär wäre, wird durch folgendes Beispiel einsichtig: Man denke an eine Person, die Äpfel mindestens so gern hat wie Birnen und Birnen mindestens so gern wie Zitronen. Würde sie nun nicht, wie von der Transitivitätseigenschaft gefordert, auch Äpfel mindestens so gern haben wie Zitronen, dann müsste logisch notwendig das Gegenteil zutreffen: Sie hätte Zitronen lieber als Äpfel. Es wurde aber angenommen, dass sie Birnen mindestens so gern hat wie Zitronen usw. usf., sodass die Suche nach der präferierten Option ohne die Transitivitätsannahme ergebnislos bliebe.
- Reflexivität: {\displaystyle \forall \mathbf {x} _{a}\in X:\mathbf {x} _{a}R\mathbf {x} _{a}}

Gemeint ist, dass eine Alternative unabhängig von der Situation stets gleich bewertet wird (kurzum gilt also {\displaystyle \mathbf {x} _{a}I\mathbf {x} _{a}}). Die Reflexivitätseigenschaft wird klassischerweise in einer Reihe mit den beiden vorstehenden Axiomen genannt, sie folgt aber eigentlich schon aus der Vollständigkeitseigenschaft.
- Stetigkeit: Für alle {\displaystyle \mathbf {x} _{b}\in X} gilt: Die Mengen {\displaystyle \{\mathbf {x} _{a}\in X\mid \mathbf {x} _{a}R\mathbf {x} _{b}\}} (obere Konturmenge) und {\displaystyle \{\mathbf {x} _{a}\in X\mid \mathbf {x} _{b}R\mathbf {x} _{a}\}} (untere Konturmenge) sind abgeschlossen bezüglich {\displaystyle X.}
- (Schwache) Monotonie:[6] {\displaystyle \forall \mathbf {x} _{a},\mathbf {x} _{b}\in X:(\mathbf {x} _{a}\geq \mathbf {x} _{b})\Rightarrow \mathbf {x} _{a}R\mathbf {x} _{b}}

Zum Verständnis muss man sich wieder ins Bewusstsein rufen, dass die Alternativen Güterbündel darstellen: Wenn ein Güterbündel {\displaystyle \mathbf {x} _{a}} von jedem Gut eine mindestens so große Anzahl enthält wie ein Güterbündel {\displaystyle \mathbf {x} _{b}}, dann wird es auch mindestens so gut bewertet wie {\displaystyle \mathbf {x} _{b}.} Analog definiert ist die
- Strenge Monotonie: [6] {\displaystyle \forall \mathbf {x} _{a},\mathbf {x} _{b}\in X:(\mathbf {x} _{a}\geq \mathbf {x} _{b})\wedge (\mathbf {x} _{a}\neq \mathbf {x} _{b})\Rightarrow \mathbf {x} _{a}P\mathbf {x} _{b}}

Wenn ein Güterbündel {\displaystyle \mathbf {x} _{a}} von jedem Gut eine mindestens so große Anzahl enthält wie ein Güterbündel {\displaystyle \mathbf {x} _{b},} von mindestens einem Gut aber sogar eine strikt größere Anzahl, dann wird es auch strikt gegenüber {\displaystyle \mathbf {x} _{b}} präferiert. Jede streng monotone Präferenzrelation ist damit auch (schwach) monoton.
- Nichtsättigung: Zu jedem {\displaystyle \mathbf {x} _{a}\in X} gibt es ein {\displaystyle \mathbf {x} _{b}\in X} mit der Eigenschaft {\displaystyle \mathbf {x} _{b}P\mathbf {x} _{a}.} Mit anderen Worten gibt es zu jeder Wahl eine bessere Alternative.
- Lokale Nichtsättigung:  Zu jedem {\displaystyle \mathbf {x} _{a}\in X} und in jeder Umgebung um {\displaystyle \mathbf {x} _{a}} gibt es ein {\displaystyle \mathbf {x} _{b}} mit der Eigenschaft {\displaystyle \mathbf {x} _{b}P\mathbf {x} _{a}.} Formal: {\displaystyle \forall \mathbf {x} _{a}\in X\;\forall \epsilon >0\;\exists \mathbf {x} _{b}\in X:\left(\left\Vert \mathbf {x} _{a}-\mathbf {x} _{b}\right\Vert \leq \epsilon \right)\wedge \mathbf {x} _{b}P\mathbf {x} _{a}} Im Vergleich zur Nichtsättigung ist lokale Nichtsättigung eine strengere Annahme, weil in jeder noch so kleinen Umgebung der Ausgangsstelle eine bessere Alternative existieren muss. Andererseits ist lokale Nichtsättigung eine schwächere Annahme als strenge Monotonie, weil sie die Existenz von bads zulässt, also Gütern, die den Nutzen des Individuums mindern.
- Konvexität:[7]  {\displaystyle \forall \mathbf {x} ,\mathbf {y} \in X:\mathbf {x} I\mathbf {y} \Rightarrow \forall t\in (0,1):[t\mathbf {x} +(1-t)\mathbf {y} ]R\mathbf {x} .} Die Konvexkombination zweier als gleich gut bewerteter Güterbündel wird mindestens so gut oder besser bewertet wie eines der Güterbündel. In der graphischen Anschauung sind die zugehörigen Indifferenzkurven streng konvex oder zumindest linear. Die oberen Konturmengen {\displaystyle \{\mathbf {x} _{b}\in X|\mathbf {x} _{b}R\mathbf {x} _{a}\}} sind für alle {\displaystyle \mathbf {x} _{a}\in X} konvexe Mengen.
- Strikte Konvexität: {\displaystyle \forall \mathbf {x} ,\mathbf {y} (\mathbf {x} \neq \mathbf {y} )\in X:\mathbf {x} I\mathbf {y} \Rightarrow \forall t\in (0,1):[t\mathbf {x} +(1-t)\mathbf {y} ]P\mathbf {x} .} Eine Konvexkombination zweier nicht identischer aber gleich gut bewerteter Bündel wird dem einen Bündel vorgezogen. In der graphischen Anschauung sind die zugehörigen Indifferenzkurven streng konvex.
- Homothetie: {\displaystyle \forall \mathbf {x} ,\mathbf {y} \in X,t>0:\mathbf {x} I\mathbf {y} \Rightarrow (t\mathbf {x} )I(t\mathbf {y} ).} Geometrisch impliziert diese Eigenschaft, dass die Steigungen der Indifferenzkurven entlang eines Ursprungsstrahls konstant bleiben. Daher verlaufen die Einkommens-Konsum-Kurven linear: Bei wachsendem Einkommen werden alle Güter in unveränderten Proportionen nachgefragt.

### Präferenzordnung
Von Bedeutung sind insbesondere die ersten beiden Eigenschaften. Mit ihnen gilt nämlich:
Rationalität der Präferenz-Indifferenz-Relation: Eine Präferenz-Indifferenz-Relation R heißt rational, wenn sie vollständig und transitiv ist. Man bezeichnet sie dann auch als Präferenzordnung.
Die Rationalität von R hat auch wichtige Auswirkungen bezüglich der von ihr induzierten Relationen:
Implikationen für die Präferenz- und die Indifferenzrelation: Ist die Präferenz-Indifferenz-Relation R rational, dann gilt für die dadurch induzierten Relationen I und P:
1. P ist
  - transitiv: {\displaystyle \forall \mathbf {x} _{a},\mathbf {x} _{b},\mathbf {x} _{c}:\mathbf {x} _{a}P\mathbf {x} _{b}\wedge \mathbf {x} _{b}P\mathbf {x} _{c}\Rightarrow \mathbf {x} _{a}P\mathbf {x} _{c}} und
  - asymmetrisch: {\displaystyle \forall \mathbf {x} _{a},\mathbf {x} _{b}:\mathbf {x} _{a}P\mathbf {x} _{b}\Rightarrow \neg \mathbf {x} _{b}P\mathbf {x} _{a}}.
2. I ist
  - reflexiv: {\displaystyle \forall \mathbf {x} _{a}:\mathbf {x} _{a}R\mathbf {x} _{a}};
  - transitiv: {\displaystyle \forall \mathbf {x} _{a},\mathbf {x} _{b},\mathbf {x} _{c}:\mathbf {x} _{a}I\mathbf {x} _{b}\wedge \mathbf {x} _{b}I\mathbf {x} _{c}\Rightarrow \mathbf {x} _{a}I\mathbf {x} _{c}} und
  - symmetrisch: {\displaystyle \forall \mathbf {x} _{a},\mathbf {x} _{b}:\mathbf {x} _{a}I\mathbf {x} _{b}\Rightarrow \mathbf {x} _{b}I\mathbf {x} _{a}}.

Zur Begründung siehe der Abschnitt #Implikationen von R für P und I.

### Implikationen für die Nutzenfunktion
Mathematisch ist es oft einfacher, Präferenzordnungen durch Nutzenfunktionen zu repräsentieren. Eine Funktion {\displaystyle u} heißt Nutzenfunktion, die die Präferenzordnung {\displaystyle R} repräsentiert, wenn {\displaystyle \forall \mathbf {x} _{a},\mathbf {x} _{b}\in X:\mathbf {x} _{a}R\mathbf {x} _{b}\Leftrightarrow u(\mathbf {x} _{a})\geq u(\mathbf {x} _{b})}. Es stellt sich die Frage, ob jede Präferenzordnung durch eine Nutzenfunktion repräsentiert werden kann. Dies ist nicht der Fall, doch reichen die folgenden Annahmen aus:
Debreus Repräsentationstheorem: Ist {\displaystyle X} eine zusammenhängende Teilmenge des {\displaystyle R^{n}}, dann kann jede stetige Präferenzordnung auf {\displaystyle X} durch eine stetige reellwertige Nutzenfunktion {\displaystyle u} repräsentiert werden.
In der Literatur werden alternative Annahmen hergeleitet, die die Existenz einer Nutzenfunktion sichern. Die obigen Annahmen sind daher hinreichend, aber nicht notwendig. Enthält die Alternativenmenge endlich oder abzählbar unendlich viele Elemente, gelingt die Repräsentation einer darauf definierten Präferenzordnung stets ohne zusätzliche Annahmen.
Beispiel: Wird bei zwei Alternativen {\displaystyle {a,b}} die erste strikt gegenüber der zweiten vorgezogen, kann diese Präferenzordnung durch die Nutzenfunktion {\displaystyle u(a)=2} und {\displaystyle u(b)=1} repräsentiert werden.

### Lexikographische Präferenzordnung
Betrachtet seien als Beispiel zwei Güterbündel {\displaystyle \mathbf {x} =(x_{1},x_{2})} und {\displaystyle \mathbf {y} =(y_{1},y_{2})}. Die Präferenzordnung bezüglich dieser Güterbündel heißt lexikographisch falls gilt:
1. Aus {\displaystyle x_{1}>y_{1}} folgt {\displaystyle \mathbf {x} P\mathbf {y} ,}
2. aus {\displaystyle x_{1}=y_{1}} und {\displaystyle x_{2}>y_{2}} folgt {\displaystyle \mathbf {x} P\mathbf {y} .}

Enthält ein Güterbündel also mehr von Gut 1, dann wird es strikt vorgezogen, und zwar unabhängig davon, welche Menge von Gut 2 es enthält. Nur dann, wenn beide Güterbündel Gut 1 in derselben Menge enthalten, kommt es auf die Mengen von Gut 2 an. Aus Sicht des betrachteten Individuums ist Gut 1 also ungleich wichtiger als Gut 2.
Lexikographische Präferenzordnungen sind nicht stetig und deshalb auch nicht durch Nutzenfunktionen repräsentierbar. Dass sie nicht stetig sind, erkennt man wie folgt: Sei {\displaystyle \mathbf {y} =(y_{1},y_{2})} ein festes Güterbündel und sei {\displaystyle (\mathbf {x} _{i})_{i\in \mathbb {N} }} eine Folge weiterer Bündel {\displaystyle \mathbf {x} _{i}=(x_{i,1},x_{i,2})} derselben Güter, wobei alle Glieder {\displaystyle \mathbf {x} _{i}} den Bedingungen {\displaystyle x_{i,1}>y_{1}} und {\displaystyle x_{i,2}<y_{2}} genügen (alle Güterbündel {\displaystyle \mathbf {x_{i}} } enthalten mehr von Gut 1 als das Güterbündel {\displaystyle \mathbf {y} }, aber weniger von Gut 2). Dies impliziert {\displaystyle \mathbf {x} _{i}R\mathbf {y} } für alle {\displaystyle i.} Konvergiert die Folge gegen einen Grenzwert {\displaystyle \mathbf {x} _{\infty }} mit {\displaystyle x_{\infty ,1}=y_{1}} und {\displaystyle x_{\infty ,2}<y_{2},} dann gilt nicht {\displaystyle \mathbf {x} _{\infty }R\mathbf {y} ,} was die Annahme der Abgeschlossenheit bzw. Stetigkeit verletzt.

## Mathematische Grundlagen; formale Nachträge
Im Folgenden verwendete Definitionen (teilweise Wiederholung von oben) für eine allgemeine nichtleere Menge X (B eine binäre Relation auf X):
- Vollständigkeit:  {\displaystyle \forall \mathbf {x} _{a},\mathbf {x} _{b}\in X:\mathbf {x} _{a}B\mathbf {x} _{b}} oder {\displaystyle \mathbf {x} _{b}B\mathbf {x} _{a}} (oder beides)
- Reflexivität:  {\displaystyle \forall \mathbf {x} _{a}\in X:\mathbf {x} _{a}B\mathbf {x} _{a}}
- Irreflexivität:  {\displaystyle \forall \mathbf {x} _{a}\in X:\neg \mathbf {x} _{a}B\mathbf {x} _{a}}
- Symmetrie:  {\displaystyle \forall \mathbf {x} _{a},\mathbf {x} _{b}\in X:\mathbf {x} _{a}B\mathbf {x} _{b}\Rightarrow \mathbf {x} _{b}B\mathbf {x} _{a}}
- Asymmetrie:  {\displaystyle \forall \mathbf {x} _{a},\mathbf {x} _{b}\in X:\mathbf {x} _{a}B\mathbf {x} _{b}\Rightarrow \neg \mathbf {x} _{b}B\mathbf {x} _{a}}
- Transitivität:  {\displaystyle \forall \mathbf {x} _{a},\mathbf {x} _{b},\mathbf {x} _{c}\in X:\mathbf {x} _{a}B\mathbf {x} _{b}\wedge \mathbf {x} _{b}B\mathbf {x} _{c}\Rightarrow \mathbf {x} _{a}B\mathbf {x} _{c}}
- Negative Transitivität: {\displaystyle \forall \mathbf {x} _{a},\mathbf {x} _{b},\mathbf {x} _{c}\in X:\left(\mathbf {x} _{a}B\mathbf {x} _{c}\Rightarrow \mathbf {x} _{a}B\mathbf {x} _{b}\vee \mathbf {x} _{b}B\mathbf {x} _{c}\right)}

### Implikationen vonRfürPundI
Das skizzierte Konzept lässt sich verallgemeinern, sodass es unter anderem möglich wird, die drei hier betrachteten Relationen in einen formalen Zusammenhang zu stellen.
Wir vereinbaren, dass
- die Präferenz-Indifferenz-Relation {\displaystyle R} eine vollständige Quasiordnung ist, das heißt, sie ist vollständig, reflexiv und transitiv (ökonomisch entspricht dies unserer Definition der Präferenzordnung).
- {\displaystyle P} ist der asymmetrische Teil der Quasiordnung {\displaystyle R}, das heißt, es gilt:

{\displaystyle \mathbf {x} _{a}P\mathbf {x} _{b}\Leftrightarrow \left(\mathbf {x} _{a}R\mathbf {x} _{b}\wedge \neg \mathbf {x} _{b}R\mathbf {x} _{a}\right)}
- {\displaystyle I} ist der symmetrische Teil der Quasiordnung {\displaystyle R}, das heißt, es gilt:

{\displaystyle \mathbf {x} _{a}I\mathbf {x} _{b}\Leftrightarrow \left(\mathbf {x} _{a}R\mathbf {x} _{b}\wedge \mathbf {x} _{b}R\mathbf {x} _{a}\right)}
Es gelten die folgenden zentralen Aussagen:
Implikationen der Eigenschaft als Quasiordnung:  Sei {\displaystyle R} eine vollständige Quasiordnung auf nichtleerem {\displaystyle X} mit asymmetrischem Teil {\displaystyle P} und symmetrischem Teil {\displaystyle I}. Dann gilt:
1. {\displaystyle P} ist (a) irreflexiv, (b) asymmetrisch, (c) negativ transitiv und (d) transitiv
2. {\displaystyle I} ist eine Äquivalenzrelation, das heißt I ist (a) symmetrisch, (b) reflexiv und (c) transitiv.
3. {\displaystyle \neg \mathbf {x} _{a}P\mathbf {x} _{b}\Leftrightarrow \mathbf {x} _{b}R\mathbf {x} _{a}} bzw. äquivalent {\displaystyle \neg \mathbf {x} _{b}R\mathbf {x} _{a}\Leftrightarrow \mathbf {x} _{a}P\mathbf {x} _{b}}, das heißt {\displaystyle R} ist die Negation von {\displaystyle P} (und umgekehrt).
4. Genau eine der folgenden Aussagen ist wahr: (a) {\displaystyle \mathbf {x} _{a}P\mathbf {x} _{b}}, (b) {\displaystyle \mathbf {x} _{b}P\mathbf {x} _{a}}, (c) {\displaystyle \mathbf {x} _{a}I\mathbf {x} _{b}}.

Beweis zu 1. und 2.: (1a) Seien {\displaystyle \mathbf {x} _{a}} und {\displaystyle \mathbf {x} _{b}} beliebige Elemente aus {\displaystyle X} und sei {\displaystyle \mathbf {x} _{a}P\mathbf {x} _{a}}. Dann gilt nach Definition von P, dass {\displaystyle \mathbf {x} _{a}R\mathbf {x} _{a}} und zugleich {\displaystyle \neg \mathbf {x} _{a}R\mathbf {x} _{a}}, ein Widerspruch, also {\displaystyle \neg \mathbf {x} _{a}P\mathbf {x} _{a}}. (1b) Die Asymmetrie ergibt sich bereits aus der Definition des asymmetrischen Teils. (1c) Seien {\displaystyle \mathbf {x} _{a},\mathbf {x} _{b},\mathbf {x} _{c}\in X} so, dass {\displaystyle \mathbf {x} _{a}P\mathbf {x} _{b}\wedge \mathbf {x} _{b}P\mathbf {x} _{c}}; gezeigt werden soll im Folgenden, dass dann auch {\displaystyle \mathbf {x} _{a}P\mathbf {x} _{c}}. Aus den Annahmen und der Definition von P folgt zunächst, dass {\displaystyle \mathbf {x} _{a}R\mathbf {x} _{b}\wedge \neg \mathbf {x} _{b}R\mathbf {x} _{a}} sowie {\displaystyle \mathbf {x} _{b}R\mathbf {x} _{c}\wedge \neg \mathbf {x} _{c}R\mathbf {x} _{b}}. Da also {\displaystyle \mathbf {x} _{a}R\mathbf {x} _{b}} und {\displaystyle \mathbf {x} _{b}R\mathbf {x} _{c}}, gilt wegen der Transitivität von R auch {\displaystyle \mathbf {x} _{a}R\mathbf {x} _{c}} – folglich genügt es nun, um zu zeigen, dass {\displaystyle \mathbf {x} _{a}P\mathbf {x} _{c}}, zu beweisen, dass nicht zugleich {\displaystyle \mathbf {x} _{c}R\mathbf {x} _{a}}. Beweis durch Widerspruch: Wäre {\displaystyle \mathbf {x} _{c}R\mathbf {x} _{a}}, dann auch {\displaystyle \mathbf {x} _{b}R\mathbf {x} _{a}}, da ja {\displaystyle \mathbf {x} _{b}R\mathbf {x} _{c}} gemäß obiger Folgerung aus der Definition von P, und also auch {\displaystyle \mathbf {x} _{b}R\mathbf {x} _{a}} gemäß Transitivitätseigenschaft von R. Dies widerspricht aber der oberen Einsicht, dass {\displaystyle \neg \mathbf {x} _{b}R\mathbf {x} _{a}}, folglich ist {\displaystyle \neg \mathbf {x} _{c}R\mathbf {x} _{a}} und zusammen mit {\displaystyle \neg \mathbf {x} _{b}R\mathbf {x} _{a}} (siehe oben) folgt in der Tat {\displaystyle \mathbf {x} _{a}P\mathbf {x} _{c}}, was zu zeigen war. (1d) Sei {\displaystyle \mathbf {x} _{a}P\mathbf {x} _{c}}. Es ist zu zeigen, dass dann entweder {\displaystyle \mathbf {x} _{a}P\mathbf {x} _{b}} oder {\displaystyle \mathbf {x} _{b}P\mathbf {x} _{c}}. Sei nun {\displaystyle \neg \mathbf {x} _{a}P\mathbf {x} _{b}}, dann auch {\displaystyle \mathbf {x} _{b}P\mathbf {x} _{a}} (Asymmetrie). Zusammen mit der ursprünglichen Annahme folgt dann aber: {\displaystyle \mathbf {x} _{b}P\mathbf {x} _{a}\wedge \mathbf {x} _{a}P\mathbf {x} _{c}\Rightarrow \mathbf {x} _{b}P\mathbf {x} _{c}} (Transitivität), was zu beweisen war.
(2a,b) Folgt unmittelbar aus der Definition des symmetrischen Teils. (2c) Seien {\displaystyle \mathbf {x} _{a},\mathbf {x} _{b},\mathbf {x} _{c}\in X} so, dass {\displaystyle \mathbf {x} _{a}I\mathbf {x} _{b}\wedge \mathbf {x} _{b}I\mathbf {x} _{c}}; gezeigt werden soll im Folgenden, dass dann auch {\displaystyle \mathbf {x} _{a}I\mathbf {x} _{c}}. Aus den Annahmen und der Definition von I folgt zunächst, dass {\displaystyle \mathbf {x} _{a}R\mathbf {x} _{b}\wedge \mathbf {x} _{b}R\mathbf {x} _{a}} sowie {\displaystyle \mathbf {x} _{b}R\mathbf {x} _{c}\wedge \mathbf {x} _{c}R\mathbf {x} _{b}}. Gemäß Transitivität von R folgt, dass auch {\displaystyle \mathbf {x} _{a}R\mathbf {x} _{c}} (linke Seiten) und {\displaystyle \mathbf {x} _{c}R\mathbf {x} _{a}} (rechte Seiten). Damit gilt aber nach Definition des symmetrischen Teils, dass dann auch {\displaystyle \mathbf {x} _{a}I\mathbf {x} _{c}}, was zu zeigen war.

### Implikationen vonPfürRundI
Die dritte Aussage (3) des Theoremkastens im vorangehenden Abschnitt („Implikation der Eigenschaft als Quasiordnung“) lässt eine bedeutende Beziehung zwischen P und R offenbar werden. Im ökonomischen Kontext ist demnach die Präferenz-Indifferenz-Relation gerade die Negation einer strikten Präferenzrelation. Dies legt aber nahe, dass man die Präferenzen auch anders als bisher ausgehend von der strikten Präferenzrelation bestimmen kann, und nicht nur, wie im Rest dieses Artikels beschrieben, ausgehend von der Präferenz-Indifferenz-Relation. Man könnte praktisch fragen, ob es nicht auch möglich sein sollte, statt von den Konsumenten ihre schwachen Präferenzen „abzufragen“ („Mögen Sie Eis mindestens ebenso gern wie Kuchen?“ und „Mögen Sie Kuchen mindestens ebenso gern wie Eis?“), sondern bei den strikten Präferenzen zu beginnen („Mögen Sie Eis lieber als Kuchen?“) und daraus unter anderem die Präferenz-Indifferenz-Relation herzuleiten. Diese ist jedoch nicht in jedem Fall auch eine Quasiordnung (bzw. eine Präferenzordnung), wie das folgende Beispiel verdeutlicht.
Beispiel: Sei {\displaystyle X=\mathbb {R} _{+}} und {\displaystyle g:X\rightarrow \mathbb {R} }, {\displaystyle \mathbf {x} \mapsto g(\mathbf {x} )}. Definiere {\displaystyle \mathbf {x} _{a}P\mathbf {x} _{b}\Leftrightarrow g(\mathbf {x} _{a})+c>g(\mathbf {x} _{b})} mit {\displaystyle c>0}. Sei nun {\displaystyle g(\mathbf {x} )=\mathbf {x} }, dann ist die induzierte Präferenz-Indifferenz-Relation R gegeben durch {\displaystyle \mathbf {x} _{a}R\mathbf {x} _{b}\Leftrightarrow \mathbf {x} _{b}-1\leq \mathbf {x} _{a}}. Sie ist nicht transitiv, wie man durch Wahl geeigneter Beispiele verifizieren kann. Seien beispielsweise für {\displaystyle c=1} folgende Güterkombination betrachtet: {\displaystyle \mathbf {x} _{a}=0}, {\displaystyle \mathbf {x} _{b}=1} und {\displaystyle \mathbf {x} _{c}=2}, dann ist {\displaystyle \mathbf {x} _{a}R\mathbf {x} _{b}} und {\displaystyle \mathbf {x} _{b}R\mathbf {x} _{c}}, aber {\displaystyle \neg \mathbf {x} _{a}R\mathbf {x} _{c}}.
Das folgende Theorem bildet im ersten Teil den Ausgangspunkt für zunächst technische Überlegungen, die letzte Aussage beschreibt ein konkretes Kriterium, unter dem eine gegebene strikte Präferenzrelation eine Präferenz-Indifferenz-Relation induziert, die das Rationalitätskriterium erfüllt (d. h. eine Präferenzordnung ist).
Implikationen der Eigenschaft als strikte Präferenzordnung: Sei {\displaystyle P} eine binäre Relation auf nichtleerem {\displaystyle X} und sei {\displaystyle R} die Negation von {\displaystyle P}. Dann gilt:
1. {\displaystyle R} ist transitiv genau dann, wenn {\displaystyle P} negativ transitiv ist.
2. Ist {\displaystyle P} zusätzlich asymmetrisch und negativ transitiv auf {\displaystyle X}, dann ist {\displaystyle R} eine Quasiordnung auf {\displaystyle X} und {\displaystyle P} ist ihr asymmetrischer Teil.